# Сиви вољић
Сиви вољић (лат. Iduna pallida) је мала птица врапчарка са сивим тоновима перја, која је пореклом из Старог света, њен "западни рођак" се назива западни сиви вољић (лат. Iduna opaca). Углавном се гнезди у југоисточној Европи, на Блиском истоку и у суседној западној Азији, а зимује у северним Афротропима.

## Таксономија
Сиви вољић је грмуша раније смештена у грмуше Старог света када су биле парафилетски таксон. Сада се сматра чланом акроцефалиних грмуша, Acrocephalidae, грмуша са дрвећа родова Hippolais и Iduna. Раније је сматрана делом шире врсте „маслинасте вољићи“, али као резултат савременог таксономског развоја, ова врста се сада обично сматра различитом од западног сивог вољића  (Iduna opaca).

## Етимологија
Кејзерлинг и Блазијус нису дали никакво објашњење имена рода Iduna. Специфични епитет „pallida“ на латинском значи „бледа“. 

## Опис
То је средње велика грмуша, више слична веома бледој трстењачици него свом рођаку, краткокрилом вољићу (Hippolais polyglotta). Одрасла јединка има једноставна бледо смеђа леђа и беличасте доње делове тела. Кљун је јак, дуг и шиљат, а ноге сиве. Полови су идентични, као и код већине грмуша, али младе птице имају жућкастији стомак. Има карактеристичан трзај репа надоле.
Западни сиви вољић разликује се од ове врсте по томе што је већа и има смеђу нијансу на горњем делу тела; такође има већи кљун. Сиви вољић понекад има зеленкасту нијансу на горњем делу тела и може бити веома тешка за разликовање од јужног вољића чизмара (Iduna rama). Песма је брзо назално брбљање.

## Станиште
Ова мала птица врапчарка се налази на сувим отвореним подручјима, укључујући и обрађена подручја, са жбуњем или неким дрвећем. Као и већина птица из рода грмуша, инсектојед је.

## Рапрострањеност
Сиви вољич је миграторна врста, зимује у подсахарској Африци или Арабији. То је ретка луталица у северној Европи.

## Гнежђење
Сиви вољић се гнезди од југоисточне Европе и Блиског истока до западне Азије, а сматра се да је подврста Iduna pallida reiseri локално уобичајена као гнездарица у југоисточном Мароку. Два или три јаја се полажу у гнездо које је смештено ниско у жбуњу или растињу.